# Virialsatz
Der Virialsatz (lateinisch vis ‚Kraft‘) ist eine Beziehung zwischen den zeitlichen arithmetischen Mittelwerten der kinetischen Energie {\displaystyle {\overline {T}}} und der potentiellen Energie {\displaystyle {\overline {U}}} eines abgeschlossenen physikalischen Systems.  Der Virialsatz wurde 1870 von Rudolf Clausius aufgestellt in dem Aufsatz Über einen auf die Wärme anwendbaren mechanischen Satz.
Das Virial ist dabei nach Clausius der Ausdruck
{\displaystyle -{\frac {1}{2}}\sum _{i=1}^{N}{\overline {{\vec {F_{i}}}\cdot {\vec {r_{i}}}}}.}
Hierbei bezeichnet
- {\displaystyle {\vec {F_{i}}}} die auf das {\displaystyle i}-te Teilchen wirkende Kraft
- {\displaystyle {\vec {r}}_{i}} den Ortsvektor des {\displaystyle i}-ten Teilchens
- der Querstrich einen unten näher erläuterten Mittelwert, z. B. ein Zeit- oder Scharmittel.

Der Virialsatz wurde von Clausius ursprünglich als Satz der klassischen Mechanik formuliert (als Gleichheit von Virial und mittlerer kinetischer Energie). Er ermöglicht allgemeine Abschätzungen der Anteile potentieller und kinetischer Energie auch in komplexen Systemen, z. B. in Mehrkörperproblemen der Astrophysik. Es gibt auch einen quantenmechanischen Virialsatz, einen Virialsatz der statistischen Mechanik, aus dem u. a. das ideale Gasgesetz und Korrekturen für reale Gase abgeleitet wurden, sowie einen relativistischen Virialsatz.
Der Virialsatz gilt nur unter gewissen Voraussetzungen, etwa im Fall des Virialsatzes der Mechanik, dass mit zeitlicher Mittelwertbildung Orte und Geschwindigkeiten der Teilchen beschränkt sind, oder dass ein thermisches Gleichgewicht herrscht.

## Virialsatz der Mechanik

### Teilchen in einem konservativen Kraftfeld
Einen einfachen Fall stellen {\displaystyle N} untereinander nicht wechselwirkende Teilchen in einem äußeren Kraftfeld {\displaystyle {\vec {F_{E}}}} dar, das konservativ, also von einem Potential {\displaystyle \Phi ({\vec {r}})} abgeleitet, ist (die dazugehörende Ladung sei mit {\displaystyle q} bezeichnet, sie ist für den Fall der Gravitation gerade die Masse):
{\displaystyle -{\vec {F_{E}}}({\vec {r}})=q\,\nabla \Phi ({\vec {r}})}
Darin ist {\displaystyle \nabla \Phi ({\vec {r}})} der Gradient des Feldes bzw. des Potentials.
Der Virialsatz gilt, wie unten dargelegt wird, falls die Bewegung im Endlichen bleibt, also Ort und Impuls für alle Zeiten beschränkt sind, und lautet
{\displaystyle {\begin{alignedat}{2}{\overline {T}}&=-&&{\frac {1}{2}}\sum _{i=1}^{N}{\overline {{\vec {F_{i}}}\cdot {\vec {r_{i}}}}}\\&=&&{\frac {q}{2}}\sum _{i=1}^{N}{\overline {\nabla \Phi ({\vec {r_{i}}})\cdot {\vec {r_{i}}}}},\end{alignedat}}}
wobei
- {\displaystyle T} die kinetische Energie des Teilchens ist
- der Querstrich den zeitlichen Mittelwert für Zeiten {\displaystyle \tau \to \infty } bezeichnet.

Nimmt man zusätzlich ein in der Ortsvariablen homogenes Potential vom Grad {\displaystyle k} an, d. h. es gilt {\displaystyle \Phi (\alpha \,{\vec {r}})=\alpha ^{k}\cdot \Phi ({\vec {r}})} für {\displaystyle \alpha >0} (Werte für k finden sich weiter unten in Folgerungen und Beispiele), dann vereinfacht sich obige Gleichung mit der Eulerschen Gleichung für homogene Funktionen:
{\displaystyle \nabla \Phi ({\vec {r}})\cdot {\vec {r}}=k\,\Phi ({\vec {r}})}
zu
{\displaystyle {\overline {T}}={\frac {k}{2}}\,{\overline {U}},}
wobei {\displaystyle \textstyle U=\sum q_{i}\Phi ({\vec {r_{i}}})} die gesamte potentielle Energie der Teilchen ist. Der Virialsatz ist daher eine Beziehung zwischen mittlerer kinetischer und mittlerer potentieller Energie.

### Untereinander wechselwirkende Teilchen
Für die Ableitung der Gasgesetze und die Anwendung in der Astrophysik ist der Fall eines abgeschlossenen Systems von {\displaystyle N} miteinander wechselwirkenden Teilchen von besonderem Interesse. Wie oben ergibt sich unter der Voraussetzung einer im Endlichen ablaufenden Bewegung der Virialsatz:
{\displaystyle {\overline {T}}=-{\frac {1}{2}}\sum _{i=1}^{N}{\overline {{\vec {F_{i}}}\cdot {\vec {r_{i}}}}}}
Dabei ist {\displaystyle {\vec {F_{i}}}} die Resultierende der auf das {\displaystyle i}-te Teilchen einwirkenden Kräfte, die von anderen Teilchen des Systems ausgeübt werden. Da ein abgeschlossenes System betrachtet wird, existieren diesmal keine äußeren Kräfte. Da {\displaystyle \textstyle \sum _{i}{\vec {F_{i}}}=0} gilt, ist die Wahl des Ursprungs für die Ortsvektoren {\displaystyle {\vec {r}}_{i}} im Virial beliebig. Auf den ersten Blick sieht der Ausdruck im Virial kompliziert aus, lässt sich aber unter der Annahme, dass die paarweise zwischen den Teilchen wirkenden Kräfte jeweils von homogenen Potentialen vom Grad {\displaystyle k} abgeleitet werden können, wie oben auf die Form
{\displaystyle {\overline {T}}={\frac {k}{2}}\,{\overline {U}}}
bringen.

### Folgerungen und Beispiele
Mit der Gesamtenergie {\displaystyle {\overline {E}}={\overline {T}}+{\overline {U}}=E} folgt aus dem Virialsatz:
{\displaystyle {\overline {T}}={\frac {k}{2}}\,{\overline {U}}={\frac {k}{k+2}}\,E}
{\displaystyle {\overline {U}}={\frac {2}{k+2}}\,E}
Für den bekannten Fall {\displaystyle k=-1} (Gravitation, Coulombsche Kraft) ergibt sich z. B.:
{\displaystyle {\overline {T}}=-{\frac {1}{2}}\,{\overline {U}}=-E}
Insbesondere ergibt sich, dass die Gesamtenergie für die Anwendung des Virialtheorems im Fall {\displaystyle k=-1} negativ sein muss (da {\displaystyle {\overline {T}}} positiv ist).
Für harmonische Schwingungen ({\displaystyle k=2}) gilt:
{\displaystyle {\overline {T}}={\overline {U}}={\frac {1}{2}}\,E}

### Ableitung
Hier wird der Darstellung im Lehrbuch von Landau und Lifschiz gefolgt, wo der Virialsatz in Zusammenhang mit dem Skalierungsverhalten mechanischer Größen (mechanische Ähnlichkeit) diskutiert wird. Dabei wird nur ausgenutzt, dass die kinetische Energie {\displaystyle T} quadratisch in den Geschwindigkeiten {\displaystyle {\vec {v}}_{i}} ist, und die Impulse werden formal über {\displaystyle {\vec {p}}_{i}={\frac {\partial T}{\partial {\vec {v}}_{i}}}} eingeführt. Dann gilt nach dem Satz von Euler über homogene Funktionen
{\displaystyle \sum _{i}{\frac {\partial T}{\partial {\vec {v}}_{i}}}\cdot {\vec {v}}_{i}=2T,}
woraus
{\displaystyle 2T=\sum _{i}{\vec {p}}_{i}\cdot {\vec {v}}_{i}={\frac {d}{dt}}(\sum _{i}{\vec {p}}_{i}\cdot {\vec {r}}_{i})-\sum _{i}{\vec {r}}_{i}\cdot {\frac {d}{dt}}{\vec {p}}_{i}={\frac {dG}{dt}}-\sum _{i}{\vec {r}}_{i}{\vec {F}}_{i}}
folgt, wobei {\displaystyle G} die Summe der Skalarprodukte aus den Impulsen {\displaystyle {\vec {p}}_{i}} und den Orten {\displaystyle {\vec {r}}_{i}} aller Teilchen ist:
{\displaystyle G=\sum _{i=1}^{N}{\vec {p}}_{i}\cdot {\vec {r}}_{i}}
Nun bildet man den asymptotischen Grenzwert des zeitlichen Mittelwerts:
{\displaystyle {\overline {f}}=\lim _{\tau \to \infty }{\frac {1}{\tau }}\int _{0}^{\tau }f(t)dt}
Insbesondere gilt für den zeitlichen Mittelwert der Zeitableitung von {\displaystyle G}:
{\displaystyle {\overline {{\frac {d}{dt}}(\sum _{i}{\vec {p}}_{i}\cdot {\vec {r}}_{i})}}={\overline {\left({\frac {dG}{dt}}\right)}}=\lim _{\tau \to \infty }{\frac {G(\tau )-G(0)}{\tau }}}
Hat man es mit einem System zu tun, in dem die Geschwindigkeiten und Orte der Teilchen beschränkt sind (z. B. bei periodischen Bahnen), so folgt
{\displaystyle {\overline {\left({\frac {dG}{dt}}\right)}}=0}
und mit {\displaystyle {\vec {F}}_{i}={\frac {d}{dt}}{\vec {p}}_{i}=-{\frac {\partial U}{\partial {\vec {r}}_{i}}}} weiter der Virialsatz
{\displaystyle 2{\overline {T}}={\overline {\left(\sum _{i}{\vec {r}}_{i}\cdot {\frac {\partial U}{\partial {\vec {r}}_{i}}}\right)}}=k{\overline {U}},}
wenn man annimmt, dass das Potential {\displaystyle U} eine homogene Funktion der Ortskoordinaten vom Grad {\displaystyle k} ist. In dieser Sicht drückt der Satz eine Gleichheit von Mittelwerten von kinetischer und potentieller Energie aus mit Vorfaktoren, die sich aus dem Skalierungsverhalten ergeben: 2 bei der kinetischen Energie, da die Geschwindigkeiten oder Impulse quadratisch eingehen, {\displaystyle k} beim Potential, da die Ortsvariablen mit Potenz {\displaystyle k} eingehen.
Eine ähnliche Ableitung findet sich schon bei Clausius und in dem Lehrbuch der klassischen Mechanik von Herbert Goldstein. Goldstein weist auch darauf hin, dass der Virialsatz mit Potentialterm auch dann gilt, wenn zusätzlich zu den Potentialkräften Reibungskräfte vorhanden sind, die proportional zur Geschwindigkeit sind, da diese keinen Beitrag zum Virialsatz liefern. Das gilt aber nur, falls sich ein Fließgleichgewicht einstellt, also Energie zugeführt wird, sodass die Bewegung nicht vollständig zum Erliegen kommt, denn dann würden alle Zeitmittelwerte verschwinden.

## Sonderfälle der Mittelwertbildung
Gewöhnlich bezeichnet der Querstrich wie schon bei Clausius den zeitlichen Mittelwert für Zeiten {\displaystyle \tau \to \infty }. In bestimmten Sonderfällen kann das aber auch vereinfacht werden.

### Geschlossene Bahnen
Liegen geschlossene Bahnen vor, so kann das Zeitmittel durch die Mittelung über eine Periode ersetzt werden. Der Virialsatz folgt hier unmittelbar aus der Periodizität der Bewegung.
In zwei Sonderfällen homogener Potentiale, nämlich für das Potential des harmonischen Oszillators ({\displaystyle k=2}) und für das Coulombpotential ({\displaystyle k=-1}), erhält man für finite (d. h. nicht ins Unendliche gehende) Bewegungen im Ein- oder Zweikörperproblem immer geschlossene Bahnen.

### Vielteilchensystem
Befindet sich ein Vielteilchensystem im thermischen Gleichgewicht, so kann das System als ergodisch betrachtet werden, d. h., das Zeitmittel ist gleich dem Scharmittel für alle Beobachtungsgrößen. Da dies insbesondere für die kinetische und die potentielle Energie gilt und das Scharmittel der Energien gebildet wird aus der Summe der Einzelenergien, geteilt durch die Anzahl {\displaystyle N} der Objekte, lässt sich das Scharmittel durch die Gesamtenergien ausdrücken. Wir erhalten daher für Gleichgewichtssysteme
{\displaystyle T={\frac {k}{2}}\,U}
ohne Mittelung über die Zeit, denn die Werte sind zeitlich konstant (siehe auch unten die Behandlung des Virialsatzes im Rahmen der statistischen Mechanik).

#### Astrophysik
Für das gravitative {\displaystyle N}-Teilchensystem in der Astrophysik (z. B. als Modell von Galaxien- und Sternhaufen) ist die o. g. Grundvoraussetzung in der Ableitung des Virialsatzes, nämlich dass das System räumlich beschränkt bleibt, für große Zeiträume nicht gegeben. All diese Haufen lösen sich irgendwann auf, da immer wieder Teilchen durch die gegenseitige Wechselwirkung (Störung) mit den anderen genug Energie aufsammeln, um zu entkommen.
Allerdings sind die Zeiträume, in denen das geschieht, sehr lang: In der Astrophysik definiert die Relaxationszeit {\displaystyle T_{\text{relax}}} eines Sternhaufens oder einer Galaxie die Zeit, in der sich eine Gleichgewichtsverteilung einstellt. Sie beträgt bei der Milchstraße {\displaystyle T_{\text{relax}}\approx 7\cdot 10^{13}} Jahre (bei einem Alter von {\displaystyle 13{,}6\cdot 10^{9}} Jahren) und für typische Kugelsternhaufen {\displaystyle 10^{10}} Jahre. Innerhalb des Zeitraums {\displaystyle T_{\text{relax}}} erreichen 0,74 Prozent der Sterne nach der Maxwellschen Geschwindigkeitsverteilung die Fluchtgeschwindigkeit und entweichen.
Numerische Rechnungen zeigten, dass der Anteil sogar noch etwas höher liegt, und dass der Virialsatz in den Haufen aufgrund des sich einstellenden Gleichgewichts (mit einer Anlaufzeit von zwei bis drei Relaxationszeiten) gut erfüllt ist. Nach dem Ablauf von {\displaystyle 42\cdot T_{\text{relax}}} sind 90 Prozent der Sterne abgewandert.

## Anwendungsbeispiel: Massenbestimmung astronomischer Haufen
Anwendung findet der Virialsatz beispielsweise in der Astrophysik und der Himmelsmechanik. Dort benutzt man das Newton’sche Gravitationspotential, das homogen vom Grad −1 ist. Dann gilt:
{\displaystyle 2T=-U}
Der Virialsatz erlaubt es, recht gute Abschätzungen für die Gesamtmassen dynamisch gebundener Systeme wie Sternhaufen, Galaxien oder Galaxienhaufen zu finden. Die Gesamtmasse eines solchen Haufens kann dann vollständig durch Beobachtungsgrößen wie Radialgeschwindigkeiten, Winkelabstände und scheinbare Helligkeiten der Einzelobjekte ausgedrückt werden. Die einzige Voraussetzung für die Anwendung des Virialsatzes ist die Kenntnis des Abstandes des Haufens. Wir wollen das Vorgehen anhand der Massenbestimmung eines solchen Haufens hier skizzieren:
Die kinetische Gesamtenergie eines Stern- oder Galaxienhaufens ist durch
{\displaystyle T={\frac {1}{2}}\sum _{i}m_{i}v_{i}^{2}}
gegeben. Aber weder die Einzelmassen {\displaystyle m_{i}} noch die Geschwindigkeitsbeträge {\displaystyle v_{i}} sind Beobachtungsgrößen. Um diese einzuführen, müssen die Beiträge der einzelnen Objekte durch die Gesamtmasse {\displaystyle \textstyle M=\sum m_{i}} und geeignete Mittelwerte ausgedrückt werden. Zum Beispiel kann man annehmen, dass die Einzelmassen {\displaystyle m_{i}} proportional zu den Einzelleuchtkräften {\displaystyle l_{i}} sind und ein leuchtkraftgewichtetes Mittel bilden (durch den Index {\displaystyle L} angedeutet):
{\displaystyle T={\frac {M}{2}}\sum _{i}\left({\frac {m_{i}}{M}}\cdot v_{i}^{2}\right)={\frac {M}{2}}\sum _{i}\left({\frac {l_{i}}{L}}\cdot v_{i}^{2}\right)={\frac {M}{2}}\langle v^{2}\rangle _{L}}
Nimmt man an, dass das System sphärisch symmetrisch ist und sich im Gleichgewicht befindet (man sagt dann auch, es ist virialisiert), dann sind die Geschwindigkeiten über die Raumrichtungen gleichverteilt und es gilt
{\displaystyle \langle v^{2}\rangle =3\langle v_{R}^{2}\rangle ,}
wobei {\displaystyle \textstyle {\sqrt {\langle v^{2}\rangle }}} bzw. {\displaystyle \textstyle {\sqrt {\langle v_{R}^{2}\rangle }}} die Streuungen (Abweichungen vom Mittelwert) der Geschwindigkeiten sind, das heißt die räumlichen bzw. Radialgeschwindigkeiten relativ zum Schwerpunkt des Haufens. Beispielsweise haben die Galaxien des Coma-Haufens eine Gaußverteilung der Geschwindigkeiten mit einer Streuung {\displaystyle v} von 1000 km/s. Damit erhält man:
{\displaystyle T={\frac {3M}{2}}\langle v_{R}^{2}\rangle }
Andererseits gilt für die potentielle Gesamtenergie unter der Bedingung sphärischer Symmetrie
{\displaystyle U=-{\frac {\alpha GM^{2}}{R}}}
mit
- der Gravitationskonstanten {\displaystyle G},
- dem Gesamtradius {\displaystyle R} des Systems und
- einem Faktor {\displaystyle \alpha }, der von der Größenordnung 1 ist und von der radialen Verteilungsfunktion, also der Geometrie des Haufens, abhängt. Für eine (allerdings unrealistische) Gleichverteilung innerhalb des Radius {\displaystyle R} ist beispielsweise {\displaystyle \alpha =3/5}. Im Allgemeinen ist der Faktor aus den beobachteten Winkelabständen der Einzelsysteme zum Haufenzentrum zu bestimmen.

Durch Anwendung des Virialsatzes für die Gravitation erhalten wir die Gesamtmasse des Haufens zu:
{\displaystyle M={\frac {3R}{\alpha G}}\langle v_{R}^{2}\rangle }
Die sich aus der Beobachtung ergebende Masse heißt Virialmasse. Da {\displaystyle \alpha } von der Größenordnung 1 ist, sieht man außerdem, dass die mittlere Geschwindigkeit {\displaystyle \langle v\rangle } etwa der Fluchtgeschwindigkeit entspricht (mit genauer Übereinstimmung für {\displaystyle \alpha =2}).
Obwohl diese Methode der Massenbestimmung mit Unsicherheiten behaftet ist, merkte mit ihr bei der Messung von stark abweichenden Fluchtgeschwindigkeiten von Galaxienhaufen und der Deutung der Rotverschiebung Fritz Zwicky schon 1933 an, dass ein Großteil der Masse sehr dicht in Form Dunkler Materie vorliegen könne: Die Summe der Massen der sichtbaren Galaxien des Haufens lag eine Größenordnung niedriger. Denn zur Erklärung der Rotverschiebung sei eine 400-mal größere Massendichte erforderlich, als die aus den Massen der leuchtenden Materie abgeleitete Dichte. „Falls sich dies bewahrheiten sollte, würde sich also das überraschende Resultat ergeben, dass dunkle Materie in sehr viel größerer Dichte vorhanden ist als leuchtende Materie.“ Auch bei elliptischen Galaxien ergab sich, dass die Virialmasse um Faktoren 10 bis 100 größer als die leuchtende Masse ist. Im Gegensatz zu Spiralgalaxien, wo man die Masse aus der Rotationskurve bestimmen kann, ist die Virialmethode bei elliptischen Galaxien häufig die einzige Methode der Massenbestimmung.
Eine weitere astrophysikalische Anwendung ist die Abschätzung der Jeans-Masse und der Satz findet auch Anwendung in Untersuchungen zur Stabilität von Gaskugelmodellen für Sterne. Für ein durch Gravitation zusammengehaltenes ideales Gas als Sternmodell lässt sich mit dem Virialsatz zeigen, dass der Stern in der Endphase (wenn alle Fusionsprozesse zum Erliegen gekommen sind) nicht abkühlen kann. Erhöht sich der Betrag der gravitativen Bindungsenergie {\displaystyle U} durch die Kontraktion des Sterns, geht die Hälfte des Zuwachses in die kinetische Energie der als ideales Gas aufgefassten Sternmaterie und erhöht somit die Temperatur, der Rest wird abgestrahlt. Wird der Druck im Innern zu hoch, bricht die Beschreibung als klassisches ideales Gas allerdings zusammen, da sich ein entartetes Fermigas bildet (Weißer Zwerg).

## Tensor-Form
Im Rahmen der Kontinuumsmechanik wird der tensorielle Virialsatz aus der stoßfreien Boltzmann-Gleichung bewiesen und in der Astrophysik verwendet.
Wenn als Wechselwirkung wiederum die Gravitation angenommen wird, hat der Satz die Form
{\displaystyle {\frac {1}{2}}{\frac {d^{2}}{dt^{2}}}I_{ij}=2T_{ij}+\Pi _{ij}+U_{ij}}
mit
- dem Trägheitstensor {\displaystyle I_{ij},}
- dem Tensor {\displaystyle T_{ij}} der kinetischen Energie,
- dem Spannungstensor {\displaystyle \Pi _{ij}} und
- dem Tensor {\displaystyle U_{ij}} der potentiellen Energie.

Im statischen Fall fällt die Zeitableitung auf der linken Seite der Gleichung weg, und da der Spannungstensor spurfrei ist, ergibt die Spur der Gleichung wieder den skalaren Virialsatz.
Das Auftreten der zweiten Zeitableitung des Trägheitstensors kann aus folgender Umformulierung von {\displaystyle G} im skalaren Fall motiviert werden:
{\displaystyle G=\sum _{k=1}^{N}{\vec {p}}_{k}\cdot {\vec {x}}_{k}=\sum _{k=1}^{N}m_{k}\,{\frac {d{\vec {x}}_{k}}{dt}}\cdot {\vec {x}}_{k}={\frac {1}{2}}{\frac {d}{dt}}\sum _{k=1}^{N}m_{k}\,{\vec {x}}_{k}\cdot {\vec {x}}_{k}={\frac {1}{2}}{\frac {dI}{dt}}}
mit dem skalaren Trägheitsmoment {\displaystyle I=\sum _{k=1}^{N}m_{k}{{\vec {x}}_{k}}^{2}.}

### Varianten in der Astrophysik
Für Anwendungen in der Astrophysik wurde folgende Form des Virialsatzes
{\displaystyle {\frac {1}{2}}{\frac {d^{2}I}{dt^{2}}}=2T+\Omega }
zuerst von Henri Poincaré und Arthur Eddington abgeleitet.
Für stationäre Systeme verschwindet die linke Seite, und in der betrachteten Anwendung war {\displaystyle \Omega } die potentielle gravitative Energie der Teilchen einer Gaswolke oder der Sterne in Galaxien:
{\displaystyle \Omega =-\sum _{i\neq j}{\frac {Gm_{i}m_{j}}{r_{ij}}}}
In der Himmelsmechanik war diese Form des Virialsatzes schon Joseph-Louis Lagrange bekannt (1772, in einer Abhandlung zum Dreikörperproblem) und von Carl Gustav Jacobi verallgemeinert worden (Vorlesungen über Dynamik).
Eine Aufteilung der kinetischen Energie {\displaystyle T} in
- einen Anteil {\displaystyle E_{\mathrm {kin} }} der hydrodynamischen Flüsse und
- einen Anteil {\displaystyle E_{W}} der zufälligen Wärmebewegung

sowie bei der potentiellen Energie eine zusätzliche Betrachtung
- eines Anteil {\displaystyle E_{M}} von Magnetfeldern

liefert den Virialsatz in folgender skalarer Form:
{\displaystyle {\frac {1}{2}}{\frac {d^{2}I}{dt^{2}}}=2E_{\mathrm {kin} }+2E_{W}+\Omega +E_{M}}
Eine Tensorform dieses Virialsatzes für astrophysikalische Anwendungen in Anwesenheit magnetischer Felder wurde 1954 von Eugene N. Parker gegeben sowie 1953 von Subramanyan Chandrasekhar und Enrico Fermi. Chandrasekhar entwickelte auch spezialisierte Virialsätze für seine Diskussion der Gleichgewichtsfiguren rotierender Flüssigkeiten.
In der Plasmaphysik lässt sich als Anwendung des Virialsatzes zeigen, dass es keine stationären endlichen, durch die eigenen Magnetfelder eingeschlossenen Plasmakonfigurationen (Plasmoide) gibt. Stattdessen sind für den Einschluss des Plasmas z. B. äußere Wände oder äußere Magnetfelder erforderlich.

## Der Virialsatz der Quantenmechanik
Für die Quantenmechanik behält der Virialsatz seine Gültigkeit, wie von Fock gezeigt wurde.
Der Hamiltonoperator des Systems aus Punktteilchen sei
{\displaystyle H=V(\{X_{i}\})+\sum _{n}P_{n}^{2}/2m.}
Man bilde den Kommutator von {\displaystyle H} mit {\displaystyle X_{n}P_{n}}, gebildet aus dem Ortsoperator {\displaystyle X_{n}} und dem Impulsoperator {\displaystyle P_{n}=-i\hbar d/dX_{n}} des {\displaystyle n}-ten Teilchens:
{\displaystyle [H,X_{n}P_{n}]=X_{n}[H,P_{n}]+[H,X_{n}]P_{n}=i\hbar X_{n}{\frac {dV}{dX_{n}}}-i\hbar {\frac {P_{n}^{2}}{m}}}
Bildet man durch Summierung über die Teilchen {\displaystyle \textstyle Q=\sum _{n}X_{n}P_{n}}, so folgt
{\displaystyle {\frac {i}{\hbar }}[H,Q]=2T-\sum _{n}X_{n}{\frac {dV}{dX_{n}}}}
mit der kinetischen Energie {\displaystyle \textstyle T=\sum _{n}P_{n}^{2}/2m}.
Nach den Heisenbergschen Bewegungsgleichungen ist die linke Seite gleich {\displaystyle -dQ/dt}. Der Erwartungswert {\displaystyle \langle dQ/dt\rangle } verschwindet in einem stationären Zustand, sodass mit
{\displaystyle 2\langle T\rangle =\sum _{n}\langle X_{n}dV/dX_{n}\rangle }
die Quantenversion des Virialsatzes folgt, wobei die spitzen Klammern für quantenmechanische Erwartungswerte der jeweiligen Operatoren für einen stationären Zustand stehen.

## Der Virialsatz der statistischen Mechanik
Wie der Gleichverteilungssatz gehört auch eine Version des Virialsatzes zu den allgemeinen Aussagen der klassischen statistischen Mechanik.
Als Mittelbildung mit Hilfe des kanonischen Ensembles erhält man (vgl. den Gleichverteilungssatz):
{\displaystyle \left\langle x_{i}{\frac {\partial H}{\partial x_{i}}}\right\rangle =k_{\mathrm {B} }T}
{\displaystyle \left\langle p_{i}{\frac {\partial H}{\partial p_{i}}}\right\rangle =k_{\mathrm {B} }T}
mit {\displaystyle H=H_{\mathrm {kin} }+U(x)}.
Die untere Gleichung liefert:
{\displaystyle {\frac {1}{2}}\left\langle p_{i}{\frac {\partial H}{\partial p_{i}}}\right\rangle =\left\langle {\frac {p_{i}^{2}}{2m}}\right\rangle ={\frac {1}{2}}k_{\mathrm {B} }T},
also einen Beitrag {\displaystyle {\frac {1}{2}}k_{\mathrm {B} }T} pro Freiheitsgrad für die mittlere kinetische Energie (Gleichverteilungssatz).
Die untere und obere Gleichung zusammen liefern den Virialsatz der statistischen Mechanik:
{\displaystyle \left\langle H_{\mathrm {kin} }\right\rangle =\left\langle \sum _{i}{\frac {p_{i}^{2}}{2m}}\right\rangle ={\frac {1}{2}}\sum _{i}\left\langle {\vec {x}}_{i}{\frac {\partial U}{\partial {\vec {x}}_{i}}}\right\rangle \,,}
der auch in der Quantenstatistik gilt.
Es ist nach Clausius üblich, den Beitrag des Potentials aufzuteilen in
- das innere Virial, d. h. den Beitrag {\displaystyle V_{\mathrm {int} }({\vec {x}}_{i})} des Potentials der inneren Kräfte (Wechselwirkung der Teilchen untereinander) und
- das äußere Virial, d. h. den Beitrag {\displaystyle \textstyle W=\sum _{i}W({\vec {x}}_{i})} des Wandpotentials bzw. der Kräfte auf die Wand.

Das äußere Virial liefert:
{\displaystyle \sum _{i}\left\langle {\vec {x}}_{i}{\frac {\partial W}{\partial {\vec {x}}_{i}}}\right\rangle =p\int d{\vec {f}}\cdot {\vec {x}}=p\int dV(\operatorname {div} {\vec {x}})=3pV}
mit
- dem Druck {\displaystyle p} und
- dem Volumen {\displaystyle V}.

Dabei wurde über die Oberfläche (Wand) integriert und der Gaußsche Integralsatz angewandt.
Damit erhält man die Virialform der thermischen Zustandsgleichung:
{\displaystyle 3pV=2\left\langle H_{\mathrm {kin} }\right\rangle -\sum _{i}\left\langle {\vec {x}}_{i}{\frac {\partial V_{int}}{\partial {\vec {x}}_{i}}}\right\rangle \,},
also für {\displaystyle N} Teilchen mit dem Gleichverteilungssatz:
{\displaystyle pV=Nk_{\mathrm {B} }T-{\frac {1}{3}}\sum _{i}\left\langle {\vec {x}}_{i}{\frac {\partial V_{int}}{\partial {\vec {x}}_{i}}}\right\rangle }
Das ist die ideale Gasgleichung mit dem Virial der inneren Kräfte als Zusatzterm. Das Virial kann nach Potenzen der Teilchendichte {\displaystyle N/V} entwickelt werden (siehe: Virialentwicklung) für die Entwicklung von Zustandsgleichungen für reale Gase.
Die Ableitung der Gasgleichung war das Hauptziel der ursprünglichen Arbeit von Clausius, wobei er den Virialsatz der Mechanik als Grundlage benutzte.

## Der Virialsatz der Relativitätstheorie
Es gibt auch einen relativistischen Virialsatz. Für Teilchen in Wechselwirkung mit elektromagnetischen Feldern findet er sich im Lehrbuch der theoretischen Physik von Landau und Lifschitz, er lässt sich aber auch für andere Wechselwirkungen formulieren.
Da die Spur des Energie-Impuls-Tensors des elektromagnetischen Feldes verschwindet, kann man – unter Verwendung des vierdimensionalen Energieerhaltungssatzes für Systeme mit beschränkter Bewegung (Impulse, Koordinaten u. a. variieren zwischen endlichen Schranken, die elektromagnetischen Felder verschwinden im Unendlichen) – ähnlich wie beim klassischen Virialsatz durch Mittelung über die Zeit zeigen:
{\displaystyle E=\langle \sum _{i}m_{i}c^{2}{\frac {1}{\sqrt {1-\left({\frac {v_{i}}{c}}\right)^{2}}}}\rangle }
mit
- der Gesamtenergie {\displaystyle \textstyle E=\int {\overline {T_{0}^{0}}}\mathrm {d} V=\int {\overline {T_{\alpha }^{\alpha }}}\mathrm {d} V} des Systems
  - dem Energie-Impuls-Tensor {\displaystyle T^{\alpha \,\beta }} des Gesamtsystems aus Teilchen und Feldern
  - dem vierdimensionalen Index {\displaystyle \alpha =0,1,2,3}
  - der Spur {\displaystyle T_{\alpha }^{\alpha }}, wobei die Einsteinsche Summationskonvention verwendet wird.

Für kleine Geschwindigkeiten {\displaystyle v\ll c} ergibt sich die klassische Form des Virialsatzes für das Coulombpotential:
{\displaystyle E-\sum _{i}m_{i}c^{2}=-{\overline {E}}_{\mathrm {kin} }}
wobei die Ruheenergien der Teilchen von der Gesamtenergie abgezogen werden.
Relativistische Versionen des Virialsatzes wurden schon von Chandrasekhar angewandt auf Weiße Zwerge. Er untersuchte auch Versionen in der allgemeinen Relativitätstheorie im Rahmen der Post-Newton-Näherung.